# Pierrefitte-en-Cinglais
Pierrefitte-en-Cinglais – miejscowość i gmina we Francji, w regionie Normandia, w departamencie Calvados.
Według danych na rok 1990 gminę zamieszkiwało 237 osób, a gęstość zaludnienia wynosiła 22 osoby/km² (wśród 1815 gmin Dolnej Normandii Pierrefitte-en-Cinglais plasuje się na 652. miejscu pod względem liczby ludności, natomiast pod względem powierzchni na miejscu 456.).